# 柄鳞双盖蕨
柄鳞双盖蕨（学名：Diplazium kawakamii）也称柄鳞短肠蕨，为蹄盖蕨科双盖蕨属下的一个种。